# KitSat 2
KitSat 2 (auch OSCAR 25 oder KitSat B) ist ein südkoreanischer Technologieerprobungs- und Erdbeobachtungssatellit. Er wurde am Korea Advanced Institute of Science and Technology gebaut und am 26. September 1993 als Sekundärnutzlast mit einer Ariane-40-H10-Rakete vom Centre Spatial Guyanais gestartet. Nach dem erfolgreichen Start erhielt der Satellit zusätzlich die OSCAR-Nummer 25 zugewiesen.

## Aufbau und Nutzlast
Die Hauptnutzlast ist das CEIS (CCD Earth Imaging System) genannte Erdbeobachtungssystem. Es besteht aus zwei CCD-Sensoren, zwei Linsen und einem Transputer zur Bildverarbeitung. Eines der Aufnahmesysteme hat eine Auflösung von ungefähr 4 km, das zweite von 400 m.
Weitere Nutzlasten sind das Digital Store and Forward Communication Experiment (DSFCE), das Digital Signal Processing Experiment (DSPE) und das Cosmic Ray Experiment (CRE). Der Satellit hat einen Digipeater mit zwei Uplinks im 2-Meter-Band und zwei Downlinks im 70-Zentimeter-Band für Amateurfunkzwecke.